# Ensemble Studios
Ensemble Studios és una empresa de Microsoft que desenvolupa videojocs, entre ells la famosa saga Age of Empires.

## Videojocs
L'empresa és la creadora de la famosa saga de videojocs d'estratègia en temps real Age of Empires, compostos per Age of Empires, Age of Empires II: The Age of Kings i Age of Empires III. També van llançar Age of Mythology, un altre videojoc del 2002 (però millorat) de tota la saga de videojocs. També es van llançar paquets d'expansió dels respectius videojocs.
Ensemble va llançar "Age of Empires III", el 18 d'octubre de 2005, a l'Amèrica del Nord. Aquest segueix del final del joc Age of Empires II, que posa en el temps la indústria. Van vendre 3 milions de còpies des de l'1 de febrer 1, i va esdevenir uns dels més venuts de la saga.
El seu últim videojoc de la saga és una expansió d'Age of Empires III, anomenat Age of Empires III: The War Chiefs. Que inclou nous continguts, nous elements de jugabilitat, una nova campanya d'un jugador, i tres noves civilitzacions d'Amèrica. En un principi es volia llançar el 2 d'octubre del 2006, però va ser llançat més tard, el 17 d'octubre de 2006.
Ensemble està treballant en un videojoc d'estratègia en temps real basat en la saga de videojocs Halo que va tenir molt d'èxit, en el qual s'anomenarà Halo Wars.

## Llista de videojocs
- Age of Empires
- Age of Empires: The Rise of Rome (expansió)
- Age of Empires II: The Age of Kings
- Age of Empires II: The Conquerors Expansion (expansió)
- Age of Mythology
- Age of Mythology: The Titans (expansió)
- Age of Empires III
- Age of Empires III: The War Chiefs (expansió)
- Age of Empires III: The Asian Dinasties (expansió)
- Halo Wars